# Eyectosoma
Los eyectosomas son orgánulos celulares que se emplean para la defensa, pues pueden ser disparados al exterior. Consisten en dos filamentos espirales mantenidos bajo tensión. Si la célula recibe estímulo, ya sea de tipo mecánico, químico o luminoso, los eyectosomas son descargados, propulsando a la célula lejos de la perturbación en una trayectoria en zig-zag. Están presentes en las células de las criptomonas.